# 岳母大人
岳母大人是一部1962年的新加坡马来语黑白电影，由巨星比·南利执导并主演。电影的故事围绕着贫穷的音乐家Kassim Selamat和富婆的独生女Sabariah之间的爱情悲剧展开。
这部电影的一个显著特点是，开头是一部轻松愉快的爱情喜剧，但在30分钟后却变成了一部戏剧性的悲剧。与比南利的许多作品一样，该片批评了将富人与穷人分开的非官方种姓制度。这部影片被视为马来西亚的经典之作，不仅因为它的一些歌曲（尤其是《Di Mana Kan Ku Cari Ganti》），还因为它描绘了著名的悲剧性刺眼高潮部分。

## 剧情
故事背景发生在20世纪60年代，Sabariah Mansoor是一位年轻女性，她对Kassim Selamat的音乐非常着迷。在他的一次电台表演后，Sabariah打电话到演播室，亲自与他交谈，表达自己的钦佩之情。他们约好见面，一见钟情。
Sabariah富有的寡母Nyonya Mansoor希望Sabariah嫁给眼科医生Ismadi，当Sabariah告诉她自己想嫁给Kassim Selamat时，Nyonya Mansoor大吃一惊。Nyonya Mansoor告诉Sabariah，如果她选择了Kassim，她将失去所有的家产，而且再也不能踏进他们家的大门。Sabariah还是选择了Kassim，于是Nyonya Mansoor为他们安排了一个简单的结婚仪式，之后给了他们5000令吉，并把他们赶出了家门。
Kassim和Sabariah搬到槟城开始新生活。他们幸福了一段时间，但很快所有的钱都花光了，他们不得不过着穷困潦倒的生活。Kassim想通过音乐表演赚钱，但Sabariah反对，因为她认为只要Kassim永远放弃音乐，她就能与母亲和解。Kassim被迫去当工人。
有一天，Kassim回到他们卑微的家，看到Sabariah在母亲的怀里哭泣。Nyonya Mansoor说，她想把Sabariah带回新加坡照顾她，直到她生下肚子里的孩子。Kassim让Sabariah走了，并相信她会回到他身边。
几个月过去了，Sabariah在Nyonya Mansoor和Ismadi医生的照顾下过着舒适的生活。她最终生下了一个男孩，取名Tajudin。这时，Kassim收到Nyonya Mansoor的电报，说Sabariah在分娩时去世了。Kassim陷入抑郁之中，连续几天哭泣，拒绝工作。他不知道Sabariah还活着，并在新加坡等着他。Nyonya Mansoor的假电报是她拆散两人的计划之一。
Sabariah认为Kassim抛弃了她和他们的孩子，最终与Kassim离婚。她还同意嫁给Ismadi。Sabariah和Ismadi同意对包括Tajudin本人在内的所有人保密Tajudin生父的身份。
在此期间，Kassim无休止的哭泣使他双目失明。他无法支付房租，被送到街上，双目失明，漫无目的地游荡。Kassim最终被一位善良的中年妇女Mami发现，并把他带回了自己的家。Kassim随后遇到了Mami的女儿Chombi，Chombi也是刚刚失去了丈夫。两人在悼念各自亲人的同时也建立了友谊。
Kassim最终发现了自己吹萨克斯的天赋，在Mami和Chombi的鼓励下，他以"Osman Jailani"为艺名，开始了新的音乐生涯。以Osman Jailani为艺名的Kassim一炮而红，并开始在马来亚各地巡回演出，先后在槟城、太平、怡保、吉隆坡、芙蓉、马六甲、麻坡、峇株巴辖、新山等地演出，最后抵达新加坡。
当Sabariah看到失明的前夫在舞台上表演时，她伤心欲绝。她请求新丈夫免费为Kassim治好眼睛。手术很成功，Kassim、Mami和Chombi都被邀请到Ismadi家与Sabariah和儿子一起住，等待Kassim康复。当Kassim的眼部绷带被揭开，看到Sabariah在Ismadi身边时，他顿时惊慌失措。Ismadi说，她不可能是他死去的妻子，只是长得像而已，kassim勉强接受了这个说法。
Kassim来到Nyonya Mansoor家，请求她允许他去看看儿子，但得到的回应是，她把孩子送人了，所以Kassim求她至少让他去看看Sabariah的坟墓。Nyonya Mansoor把他带到一个坟墓前，但当他意识到那不是Sabariah的坟墓时，他明白了真相，并诅咒Nyonya Mansoor所做的恶行。
Kassim回到Ismadi的家，在进入房间并锁上门之前，他向他们揭露了真相。Ismadi、Nyonya Mansoor和Sabariah拍打着他紧锁的房门，乞求原谅。Kassim没有理会他们，而是拿起一把叉子刺穿了自己的眼睛。Kassim终于打开了门，但他的眼睛再次失明，并流出了血丝。Nyonya Mansoor看到他后昏倒在地。
Kassim在屋外徘徊，直到他撞见了Chombi，后者看到他的情况后大吃一惊。Kassim请求她带他一起回槟城，于是他们就走了，留下Sabariah哭泣着目送Kassim离开，Ismadi则沉思地看着泪流满面的妻子。

## 演员
- 比南利饰演Kassim Selamat
- 莎莉玛饰演Sabariah Mansoor
- Mak Dara饰演Nyonya Mansoor
- Ahmad Mahmud饰演Ismadi医生
- K. Fatimah饰演Salbiah
- Ahmad Nisfu饰演'Mamak' Mahyudin Jelani
- Zainon Fiji饰演Mami， Chombi的母亲
- Zaiton饰演Kalsom Bee，也被称为Chombi
- Ahmad C饰演Husin Jalal（低音贝斯手）
- Ali Fiji饰演Bayen，Chombi的邻居，萨克斯管学习者。
- Rahimah Alias饰演Hayati Ismadi
- Shariff Dol饰演Abidin
- M. Zain饰演Abang Ali
- Kuswadinata饰演Bidin
- M. Babjan饰演Tok Kadi
- A. Rahim饰演Osman Hashim（鼓手）
- Hashim Salleh饰演Hashim Hassan（第二萨克斯演奏家）
- Kassim Masdor饰演Ramlan Hadi（钢琴家）
- S. Sudarmaji饰演Salleh Idham（手风琴家）
- Omar Suwita饰演En. Murad（新加坡广播电台）
- M. Rafiee饰演Nyonya Mansoor的亲戚
- Nisyah Raguan饰演Makcik Bawang
- Suraya Harun饰演护士

## 主题曲
- Jangan Tinggal Daku（译：别离开我）
- Di Mana Kan Ku Cari Ganti（译：在哪里可以找到替代品）
- Jeritan Batinku（译：我灵魂的尖叫）

## 奖项和荣誉
《岳母大人》在1963年第十届亚洲电影节中获最佳黑白摄影奖，而比南利亦因该片而获得“多才多艺”的特别奖。